# 故国原王

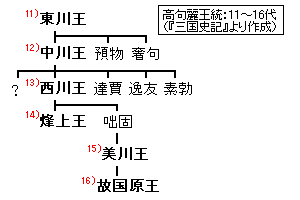
三国史记中的高句丽世系

故国原王（？—371年），高句丽第16任君主，名斯由、劉、釗，331年-371年在位。
在与鲜卑慕容氏建立的前燕争夺辽东一带的战争中，在故国原王任内，前燕取得压倒性的优势。
342年，前燕又发动了对高句骊的战争，前燕军重创高句骊军队。又发掘故国原王的先王美川王之墓，掳走美川王的尸体和故国原王的生母周氏，并将高句骊历代积累下来的金银全部搜刮一空，虏走了高句骊百姓五万多口，最后一把火烧了高句骊王宫，并将丸都城再次变为平地。
343年（东晋咸康八年），高句骊重修由于毌丘俭东征而被摧毁的旧丸都城，并于同年秋天又一次移居丸都城。4个月后，丸都山城就再次毁于战火。
344年，故国原王派王弟到前燕都城龙城称臣纳贡。前燕归还美川王的尸体，依然扣留故国原王的生母周氏，此后高句骊元气大伤，再没有反抗前燕的能力。
345年（东晋咸康九年）十月，慕容恪再度进攻高句骊，轻松攻取了南苏城（今五龙山城南距苏子河8公里）。
355年，前燕入主中原后，和高句骊和解，归还故国原王的生母周氏，并封故国原王为“征东大将军、营州刺史、乐浪公、高句骊王”。
在朝鲜半岛的争夺战中，本是同源的百济于371年倾全国之力发兵北上，并且围困了平壤城，故国原王中箭身亡。高句丽南下朝鲜半岛的脚步受到南部百济的有力阻挡。同年其子小兽林王即位。
后世在朝鲜民主主义人民共和国黄海南道安岳郡发现的古墓被朝鲜官方认为是高句丽的21代王故国原王（331—371年）的墓即安岳3号古墓。